# Éric Cheysson
Pour les articles homonymes, voir Cheysson.
 (juin 2023).
 (mars 2012).
Éric Cheysson, né en février 1951, est chirurgien vasculaire, chef de service à l’hôpital René-Dubos de Pontoise. Il est aussi le président de l'association humanitaire La Chaîne de l'espoir.

## Biographie

### Formation et carrière médicale
Né en février 1951 en Seine-Maritime, Éric Cheysson, obtient son diplôme de chirurgie en 1981. Il se spécialise en chirurgie vasculaire et thoracique à l’Université  Laval au Québec (1982-1984) et devient interne au CHU de Rouen, puis chef de clinique des hôpitaux de 1984 à 1986. Depuis 1989, il est chef du service de chirurgie vasculaire et thoracique au centre hospitalier René-Dubos de Pontoise (Val-d'Oise).
Il adhère à des sociétés savantes, comme la Société française de chirurgie vasculaire.
En 2019, le Dr Éric Cheysson devient membre de l'Académie de chirurgie.

### Engagement humanitaire
Parallèlement à sa carrière chirurgicale, Éric Cheysson s’engage dans le domaine humanitaire pour venir en aide aux enfants.
En 1979, il rejoint le comité « Un Bateau pour le Vietnam » et participe à la première expédition en mer de Chine en compagnie de Bernard Kouchner, celle du bateau L’Île de Lumière pour y soigner et secourir les boat people vietnamiens. Éric Cheysson apparaît d'ailleurs dans L’Ile de Lumière – quand la France sauve les Boat People, le documentaire de Nicolas Jallot consacré à cette expédition et diffusé en 2018 sur France 2.
En 1980, il est l’un des fondateurs de Médecins du monde et sera l’un des premiers médecins humanitaires à soigner des populations civiles et des combattants moudjahidines en Afghanistan, pays envahi par l’armée soviétique.
En 1988, il crée avec le professeur Alain Deloche La Chaîne de l’Espoir, une association pour permettre aux enfants les plus pauvres d’avoir accès aux soins. Il en devient vice-président en 1995. 
En tant que responsable du groupe chirurgical de Médecins du monde, puis à La Chaîne de l'espoir, il participe à de nombreuses missions humanitaires en Asie (Cambodge, Vietnam, Sri Lanka au moment du tsunami), en Afrique (Sénégal, Tchad) Europe de l’Est (Kosovo) et, enfin, en Afghanistan en 2002.
En 2001, Éric Cheysson contribue à la réalisation du Centre cardio-vasculaire de Phnom Penh au Cambodge et de l’Institut du cœur de Maputo au Mozambique, programmes de La Chaîne de l’Espoir.
La même année, il se lance avec le soutien de Muriel Robin et Marine Jacquemin dans l'aventure de l’« hôpital pour la Mère et l’Enfant » à Kaboul en Afghanistan, permettant son ouverture en avril 2006 et celle de la « Maison des Enfants » en 2008.
En décembre 2010, Éric Cheysson prend la succession du professeur Alain Deloche et devient président de La Chaîne de l’Espoir.
En 2015, il crée « La Chaîne du Savoir », programme de La Chaîne de l'Espoir permettant une meilleure diffusion du savoir médical dans les pays en voie de développement grâce à l'utilisation des nouvelles technologies.
Sollicité par Nadia Murad, prix Nobel de la Paix en 2018, le Dr Éric Cheysson contribue à la construction d'un hôpital au Sinjar en Irak ainsi qu'à un programme de réhabilitation du système de santé irakien.
En 2020, quelques jours après la double explosion qui, le 4 août, a frappé la ville de Beyrouth au Liban, Éric Cheysson s'est rendu sur place accompagné d'une équipe réduite d'experts pour évaluer les besoins de la population ainsi que ceux de ses confrères libanais.
Il est membre du conseil d'orientation de l'action extérieure, instance d'expertise, de réflexion, d'analyse et de propositions placée auprès du ministre des Affaires étrangères. Cette entité se compose notamment de personnalités qualifiées qui, à l'instar d'Éric Cheysson, possèdent une expérience reconnue dans le champ de compétences du ministère des affaires étrangères.

## Décorations
- Officier de l'ordre national du Mérite
- Grand commandeur de l’ordre royal du Cambodge (2001)
- Chevalier de la Légion d'honneur (2010)[réf. souhaitée]
- Médaille « Mir Masjedi Khan » par l'État afghan (2018)

## Filmographie
- 2017 : L’Île de Lumière – quand la France sauve les Boat People de Nicolas Jallot

## Ouvrages
- Au cœur de l'Espoir, en collaboration avec Michel Faure - Éditions Robert Laffont, avril 2012.
- L'Arrogance du bistouris - Les confessions d'un chirurgien sans masque - Éditions Hugo, octobre 2019.
- Afghanistan, la spirale infernale, avec Michel Faure - Éditions Robert Laffont, 2023.